# پوسیدگی زغالی
پوسیدگی زغالی (نام علمی: Macrophomina phaseolina) نام یک گونه از رده دوثیدئومیستس است.